# Ambigram

Ambigram słowa ambigram.

Ambigram / Wikipedia. 180° symetrii obrotowej.

Ambigram słowa Wikipedia.

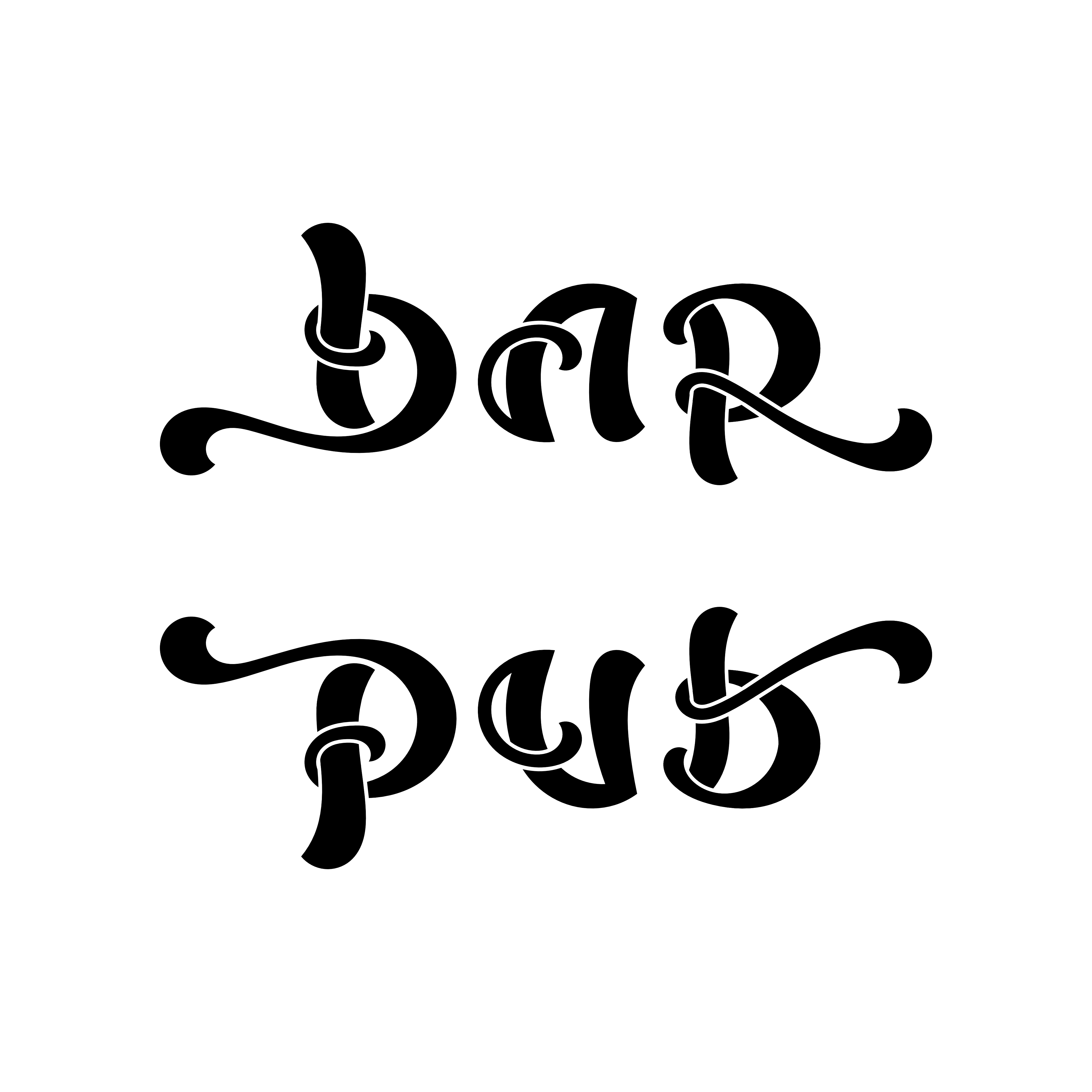
Ambigram bar / pub, symetria lustra (os pozioma).

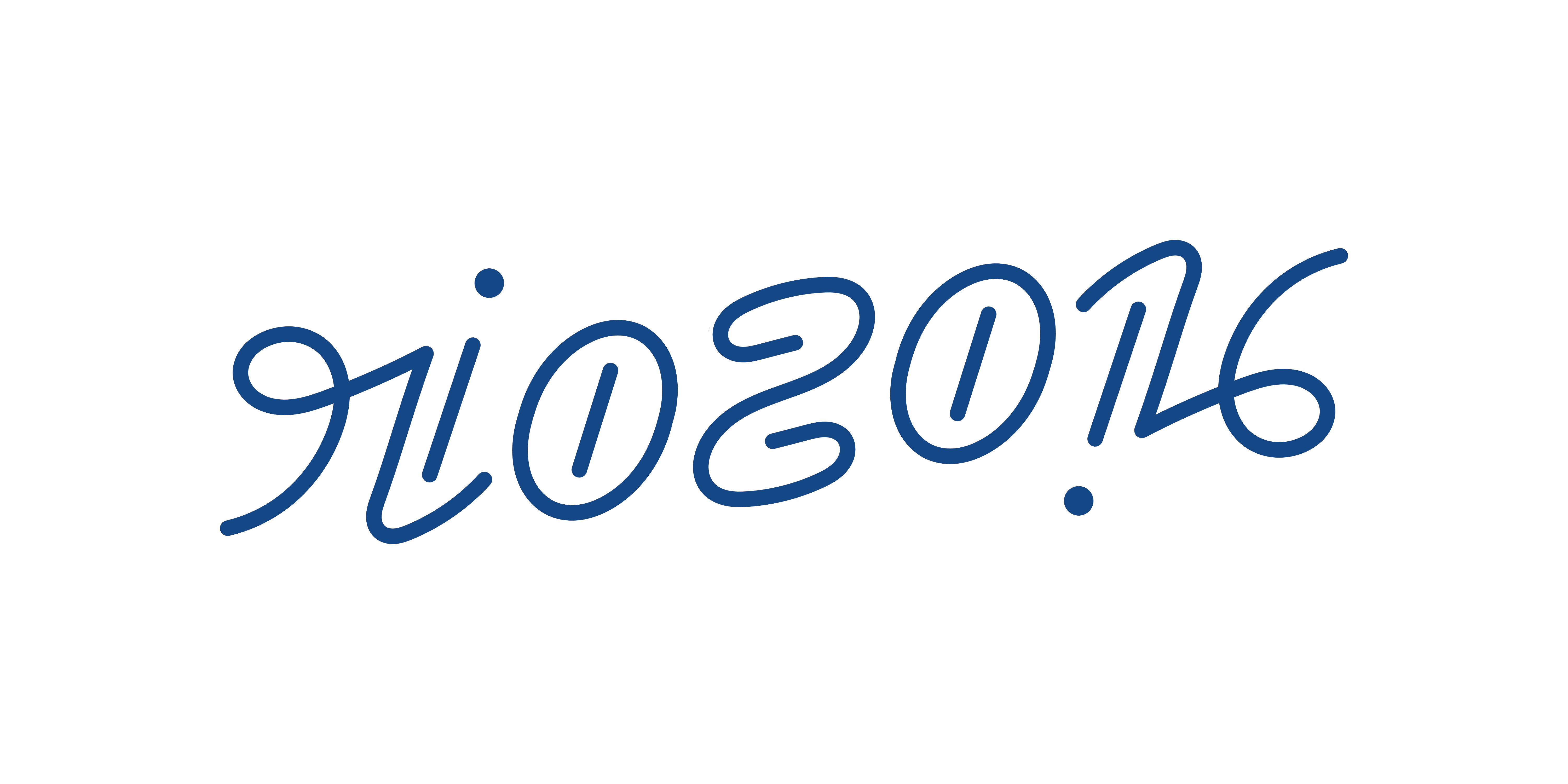
Ambigram Rio 2016. 180° symetrii obrotowej.

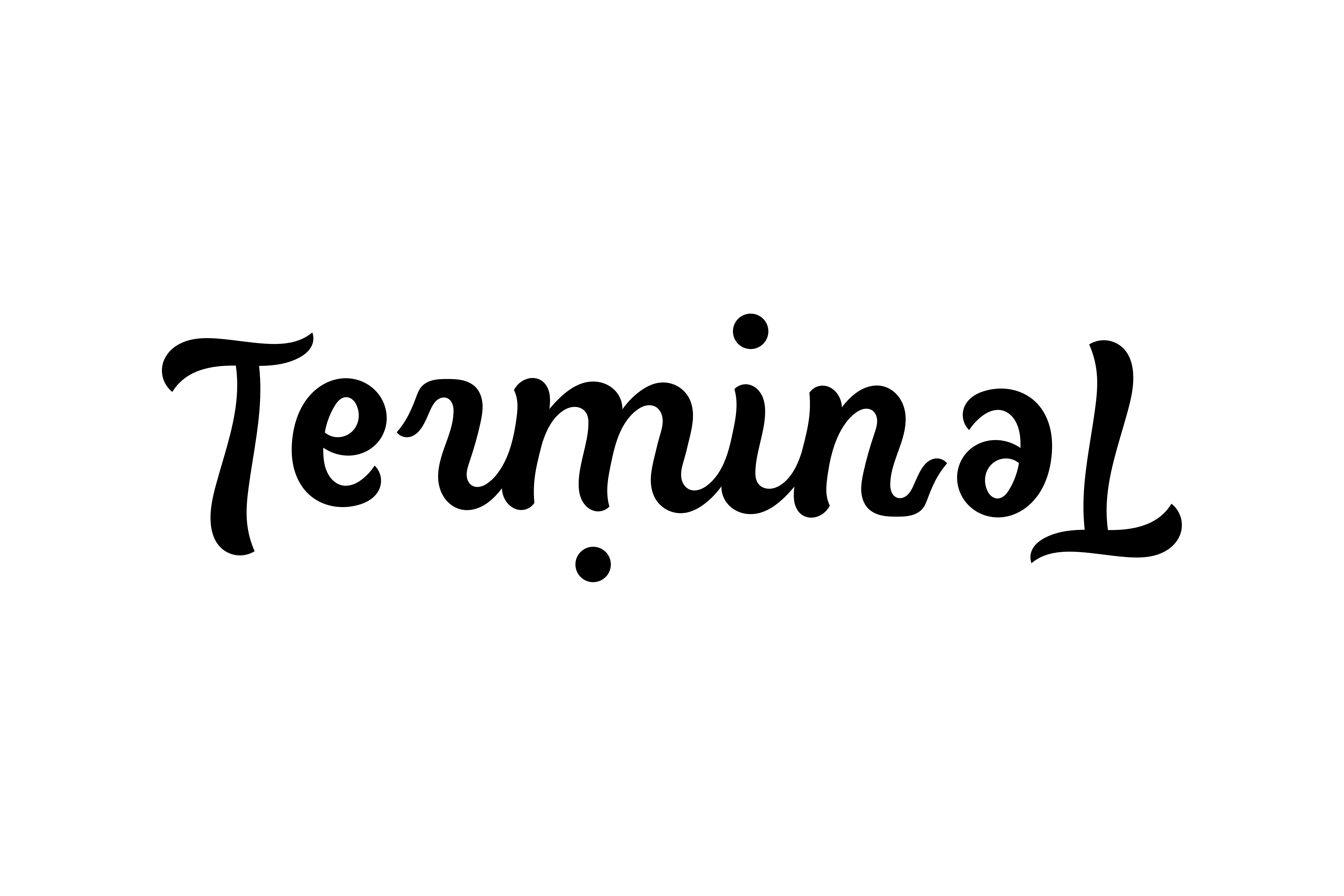
Ambigram Terminal. 180° symetrii obrotowej.

Ambigram (łac. ambo oba + gr. grámma zapis) – grafika utworzona kaligraficznie lub obrazowo w taki sposób, że po obróceniu całości można odczytać ten sam lub inny tekst. W alfabecie łacińskim jedynymi „naturalnie ambigramowymi” (czyli środkowo symetrycznymi) literami są „H”, „I”, „N”, „O”, „S”, „X” oraz „Z”.
W kulturze masowej zostały spopularyzowane dzięki książce Anioły i demony Dana Browna, w której to odgrywają rolę kolejnych symboli umieszczanych (a ściślej mówiąc, wypalanych) na ciałach ofiar, poprzez członków bractwa Iluminatów. Zdaniem Browna domniemanym twórcą sześciu ambigramów miał być sam naczelny architekt Watykanu, barokowy artysta, Bernini, co jest jednak wątpliwą tezą. 
Na potrzeby książki ambigramy stworzył John Langdon, znany artysta, który użyczył swego nazwiska głównemu bohaterowi, Robertowi Langdonowi.